# Beija-flor
Os beija-flores, também denominados colibris, são termos comuns que se referem à qualquer uma de 362 espécies classificadas dentro de 113 gêneros reconhecidos, e se encontrando distribuídos desde o sul do Alasca ao extremo sul da Patagônia, no arquipélago da Terra do Fogo; embora grande parte das espécies se encontre na região dos trópicos equatorianos. São aves pequenas, com uma parcela significativa de suas espécies medindo entre 7,5 e 13 centímetros de comprimento, embora algumas sejam muito maiores ou, até muito menores. Dentre todos as espécies descobertas, sua maior espécie é o beija-flor-gigante (Patagona gigas), uma ave monotípica e monofílica, ao que a menor é o beija-flor-abelha (Mellisuga helenae). Cientificamente, os beija-flores estão classificados dentro da família dos troquilídeos (Trochilidae) que, por sua vez, está localizada dentro da ordem dos Apodiformes, que é constituída por pequenas aves com asas grandes e pés pequenos atrofiados, com garras nas pontas, usados para se empoleirar ou pousar. Sendo restritos ao continente americano, têm seu nicho ecológico preenchido no Velho Mundo pelos nectaríinideos. Existem, ainda, evidências de fósseis de algumas aves europeias pré-históricas, descobertos na região sudeste da França e Alemanha e datados do Paleogeno, que se assemelham aos beija-flores morfologicamente, mas extremamente divergentes no âmbito genético. Em inglês, são chamados de "hummingbirds".
A história natural dos beija-flores se inicia ainda nos primórdios da zoologia e, subsequentemente, da ornitologia, iniciando-se com descrições realizadas pelo sueco Carlos Lineu, e publicadas na décima edição do Systema Naturæ, estas locadas no gênero Trochilus, que, posteriormente, se tornaria o gênero-tipo da subfamília dos troquilíneos, dentro da família. Hoje, a maioria dos identificadores taxonômicos classifica-os dentro da ordem Apodiformes, porém, a BirdLife International considera-os pertencentes aos Caprimulgiformes, ao que a Lista de Aves de Sibley—Monroe, publicada originalmente em 1990, classifica os beija-flores dentro de uma ordem monotípica, que foi conhecida por Trochiliformes. Os beija-flores se encontram divididos em seis subfamílias, além de mais seis tribos, respectivamente, os troquilíneos (inclui tribos Trochilini, Mellisugini e Lampornithini), os fetornitíneos, os lesbíineos (que inclui as tribos Lesbiini e Heliantheini), os politmíneos, os florisugíneos e os patagoníneos. Entretanto, até a década de 2010, esta família incluía apenas as duas primeiras subfamílias, porém, diversos estudos filogenéticos moleculares confirmaram uma divisão de nove clados existentes neste táxon. O cladograma abaixo foi realizado através dos estudos filogenéticos publicados por McGuire et al.:
|  | Florisuginae – colibris, topázios               |
|  |                                                 |
|  | Phaethornithinae – balança-rabos, rabos-brancos |
|  |                                                 |

|  | Heliantheini – brilhantes               |
|  |                                         |
|  | Lesbiini – topetinhos, rabos-de-espinho |
|  |                                         |

|  | Trochilini – asas-de-sabre, esmeraldas                                                 |
|  |                                                                                        |
|  | \| \| Lampornithini – colibris \| \| \| \| \| \| Mellisugini – besourinhos \| \| \| \| |
|  |                                                                                        |
|  | Lampornithini – colibris                                                               |
|  |                                                                                        |
|  | Mellisugini – besourinhos                                                              |
|  |                                                                                        |

|  | Lampornithini – colibris  |
|  |                           |
|  | Mellisugini – besourinhos |
|  |                           |

|  | Trochilini – asas-de-sabre, esmeraldas                                                 |
|  |                                                                                        |
|  | \| \| Lampornithini – colibris \| \| \| \| \| \| Mellisugini – besourinhos \| \| \| \| |
|  |                                                                                        |
|  | Lampornithini – colibris                                                               |
|  |                                                                                        |
|  | Mellisugini – besourinhos                                                              |
|  |                                                                                        |

|  | Lampornithini – colibris  |
|  |                           |
|  | Mellisugini – besourinhos |
|  |                           |

|  | Heliantheini – brilhantes               |
|  |                                         |
|  | Lesbiini – topetinhos, rabos-de-espinho |
|  |                                         |

|  | Trochilini – asas-de-sabre, esmeraldas                                                 |
|  |                                                                                        |
|  | \| \| Lampornithini – colibris \| \| \| \| \| \| Mellisugini – besourinhos \| \| \| \| |
|  |                                                                                        |
|  | Lampornithini – colibris                                                               |
|  |                                                                                        |
|  | Mellisugini – besourinhos                                                              |
|  |                                                                                        |

|  | Lampornithini – colibris  |
|  |                           |
|  | Mellisugini – besourinhos |
|  |                           |

|  | Trochilini – asas-de-sabre, esmeraldas                                                 |
|  |                                                                                        |
|  | \| \| Lampornithini – colibris \| \| \| \| \| \| Mellisugini – besourinhos \| \| \| \| |
|  |                                                                                        |
|  | Lampornithini – colibris                                                               |
|  |                                                                                        |
|  | Mellisugini – besourinhos                                                              |
|  |                                                                                        |

|  | Lampornithini – colibris  |
|  |                           |
|  | Mellisugini – besourinhos |
|  |                           |

|  | Heliantheini – brilhantes               |
|  |                                         |
|  | Lesbiini – topetinhos, rabos-de-espinho |
|  |                                         |

|  | Trochilini – asas-de-sabre, esmeraldas                                                 |
|  |                                                                                        |
|  | \| \| Lampornithini – colibris \| \| \| \| \| \| Mellisugini – besourinhos \| \| \| \| |
|  |                                                                                        |
|  | Lampornithini – colibris                                                               |
|  |                                                                                        |
|  | Mellisugini – besourinhos                                                              |
|  |                                                                                        |

|  | Lampornithini – colibris  |
|  |                           |
|  | Mellisugini – besourinhos |
|  |                           |

|  | Trochilini – asas-de-sabre, esmeraldas                                                 |
|  |                                                                                        |
|  | \| \| Lampornithini – colibris \| \| \| \| \| \| Mellisugini – besourinhos \| \| \| \| |
|  |                                                                                        |
|  | Lampornithini – colibris                                                               |
|  |                                                                                        |
|  | Mellisugini – besourinhos                                                              |
|  |                                                                                        |

|  | Lampornithini – colibris  |
|  |                           |
|  | Mellisugini – besourinhos |
|  |                           |

|  | Heliantheini – brilhantes               |
|  |                                         |
|  | Lesbiini – topetinhos, rabos-de-espinho |
|  |                                         |

|  | Trochilini – asas-de-sabre, esmeraldas                                                 |
|  |                                                                                        |
|  | \| \| Lampornithini – colibris \| \| \| \| \| \| Mellisugini – besourinhos \| \| \| \| |
|  |                                                                                        |
|  | Lampornithini – colibris                                                               |
|  |                                                                                        |
|  | Mellisugini – besourinhos                                                              |
|  |                                                                                        |

|  | Lampornithini – colibris  |
|  |                           |
|  | Mellisugini – besourinhos |
|  |                           |

|  | Trochilini – asas-de-sabre, esmeraldas                                                 |
|  |                                                                                        |
|  | \| \| Lampornithini – colibris \| \| \| \| \| \| Mellisugini – besourinhos \| \| \| \| |
|  |                                                                                        |
|  | Lampornithini – colibris                                                               |
|  |                                                                                        |
|  | Mellisugini – besourinhos                                                              |
|  |                                                                                        |

|  | Lampornithini – colibris  |
|  |                           |
|  | Mellisugini – besourinhos |
|  |                           |

|  | Florisuginae – colibris, topázios               |
|  |                                                 |
|  | Phaethornithinae – balança-rabos, rabos-brancos |
|  |                                                 |

|  | Heliantheini – brilhantes               |
|  |                                         |
|  | Lesbiini – topetinhos, rabos-de-espinho |
|  |                                         |

|  | Trochilini – asas-de-sabre, esmeraldas                                                 |
|  |                                                                                        |
|  | \| \| Lampornithini – colibris \| \| \| \| \| \| Mellisugini – besourinhos \| \| \| \| |
|  |                                                                                        |
|  | Lampornithini – colibris                                                               |
|  |                                                                                        |
|  | Mellisugini – besourinhos                                                              |
|  |                                                                                        |

|  | Lampornithini – colibris  |
|  |                           |
|  | Mellisugini – besourinhos |
|  |                           |

|  | Trochilini – asas-de-sabre, esmeraldas                                                 |
|  |                                                                                        |
|  | \| \| Lampornithini – colibris \| \| \| \| \| \| Mellisugini – besourinhos \| \| \| \| |
|  |                                                                                        |
|  | Lampornithini – colibris                                                               |
|  |                                                                                        |
|  | Mellisugini – besourinhos                                                              |
|  |                                                                                        |

|  | Lampornithini – colibris  |
|  |                           |
|  | Mellisugini – besourinhos |
|  |                           |

|  | Heliantheini – brilhantes               |
|  |                                         |
|  | Lesbiini – topetinhos, rabos-de-espinho |
|  |                                         |

|  | Trochilini – asas-de-sabre, esmeraldas                                                 |
|  |                                                                                        |
|  | \| \| Lampornithini – colibris \| \| \| \| \| \| Mellisugini – besourinhos \| \| \| \| |
|  |                                                                                        |
|  | Lampornithini – colibris                                                               |
|  |                                                                                        |
|  | Mellisugini – besourinhos                                                              |
|  |                                                                                        |

|  | Lampornithini – colibris  |
|  |                           |
|  | Mellisugini – besourinhos |
|  |                           |

|  | Trochilini – asas-de-sabre, esmeraldas                                                 |
|  |                                                                                        |
|  | \| \| Lampornithini – colibris \| \| \| \| \| \| Mellisugini – besourinhos \| \| \| \| |
|  |                                                                                        |
|  | Lampornithini – colibris                                                               |
|  |                                                                                        |
|  | Mellisugini – besourinhos                                                              |
|  |                                                                                        |

|  | Lampornithini – colibris  |
|  |                           |
|  | Mellisugini – besourinhos |
|  |                           |

|  | Heliantheini – brilhantes               |
|  |                                         |
|  | Lesbiini – topetinhos, rabos-de-espinho |
|  |                                         |

|  | Trochilini – asas-de-sabre, esmeraldas                                                 |
|  |                                                                                        |
|  | \| \| Lampornithini – colibris \| \| \| \| \| \| Mellisugini – besourinhos \| \| \| \| |
|  |                                                                                        |
|  | Lampornithini – colibris                                                               |
|  |                                                                                        |
|  | Mellisugini – besourinhos                                                              |
|  |                                                                                        |

|  | Lampornithini – colibris  |
|  |                           |
|  | Mellisugini – besourinhos |
|  |                           |

|  | Trochilini – asas-de-sabre, esmeraldas                                                 |
|  |                                                                                        |
|  | \| \| Lampornithini – colibris \| \| \| \| \| \| Mellisugini – besourinhos \| \| \| \| |
|  |                                                                                        |
|  | Lampornithini – colibris                                                               |
|  |                                                                                        |
|  | Mellisugini – besourinhos                                                              |
|  |                                                                                        |

|  | Lampornithini – colibris  |
|  |                           |
|  | Mellisugini – besourinhos |
|  |                           |

|  | Heliantheini – brilhantes               |
|  |                                         |
|  | Lesbiini – topetinhos, rabos-de-espinho |
|  |                                         |

|  | Trochilini – asas-de-sabre, esmeraldas                                                 |
|  |                                                                                        |
|  | \| \| Lampornithini – colibris \| \| \| \| \| \| Mellisugini – besourinhos \| \| \| \| |
|  |                                                                                        |
|  | Lampornithini – colibris                                                               |
|  |                                                                                        |
|  | Mellisugini – besourinhos                                                              |
|  |                                                                                        |

|  | Lampornithini – colibris  |
|  |                           |
|  | Mellisugini – besourinhos |
|  |                           |

|  | Trochilini – asas-de-sabre, esmeraldas                                                 |
|  |                                                                                        |
|  | \| \| Lampornithini – colibris \| \| \| \| \| \| Mellisugini – besourinhos \| \| \| \| |
|  |                                                                                        |
|  | Lampornithini – colibris                                                               |
|  |                                                                                        |
|  | Mellisugini – besourinhos                                                              |
|  |                                                                                        |

|  | Lampornithini – colibris  |
|  |                           |
|  | Mellisugini – besourinhos |
|  |                           |

Estas aves são conhecidas no português brasileiro como beija-flores, e no português europeu como colibris, entretanto, outros nomes populares incluem cuitelo, cuitelinho, guanambi, guanumbi, guinumbi, guainumbi, pica-flor, chupa-flor, chupa-mel e suga-flor, e em guarani, estas aves são conhecidas popularmente como mainoĩ. Além disso, muitas espécies têm nomes específicos às mesmas, como os calçudos dos gêneros Haplophaedia e Eriocnemis, bem como os balança-rabos dos gêneros Glaucis e Threnetes, os rabos-brancos, os cometas de Sappho, Polyonymus e Taphrolesbia; e os bicos-de-lança, além de nomes exóticos como os helianjos, os metaluros ou os incas. A maioria dos beija-flores brasileiros possui distribuição na região nordeste do país, em altitudes entre 500 e 1500 metros acima do nível do mar. A maior biodiversidade destas aves ocorre nas regiões andinas da Colômbia e Equador; no Brasil, terceiro país com a maior biodiversidade do mundo, apresenta cerca de 84 espécies, com 16 sendo endêmicas. A maioria dos beija-flores é residente, com algumas espécies realizado migrações sazonais ao sul. São polinizadores e forrageadores, e se alimentam principalmente do néctar das flores nativas ou introduzidas — onde introduzem sua língua dentro das flores, sugando o pólen e o néctar —, e complementando sua dieta alimentando-se de pequenos insetos e outros artrópodes. A maioria de suas espécies é sexualmente dimórfica, onde as fêmeas apresentam cores mais opacas e, às vezes, os machos podem ser menores. A maioria destas aves são extremamente territorialistas, competindo com insetos, outros beija-flores e, ainda, com aves muito maiores, como os fura-flores. Nesse contexto, as espécies menos competitivas são submissas e frequentemente assediadas pelas espécies mais agressivas.

## Características Físicas
Os beija-flores são aves de pequeno porte, que medem em média de 6 a 12 centímetros de comprimento e pesam de 2 a 6 gramas. A maioria dos bicos é normalmente longa, mas o formato preciso varia bastante com a espécie e está adaptado ao formato da flor que constitui a base da alimentação de cada tipo de beija-flor. Uma característica comum entre essas aves é a língua bifurcada e extensível, usada para extrair o néctar das flores.
O esqueleto e constituição muscular dos beija-flores estão adaptados de forma a permitir um voo rápido e extremamente ágil. São as únicas aves capazes de voar em marcha-ré e de permanecer imóveis no ar. A pulsação das asas é muito rápida e pode ultrapassar a razão de 80 batidas por segundo. Em contraste, as patas dos beija-flores são pequenas demais para a ave caminhar sobre o solo. As fêmeas são, em geral, maiores do que os machos, mas apresentam coloração menos intensa. Vivem, em média, 12 anos e seu tempo de incubação é de 13 a 15 dias.

## Comportamento

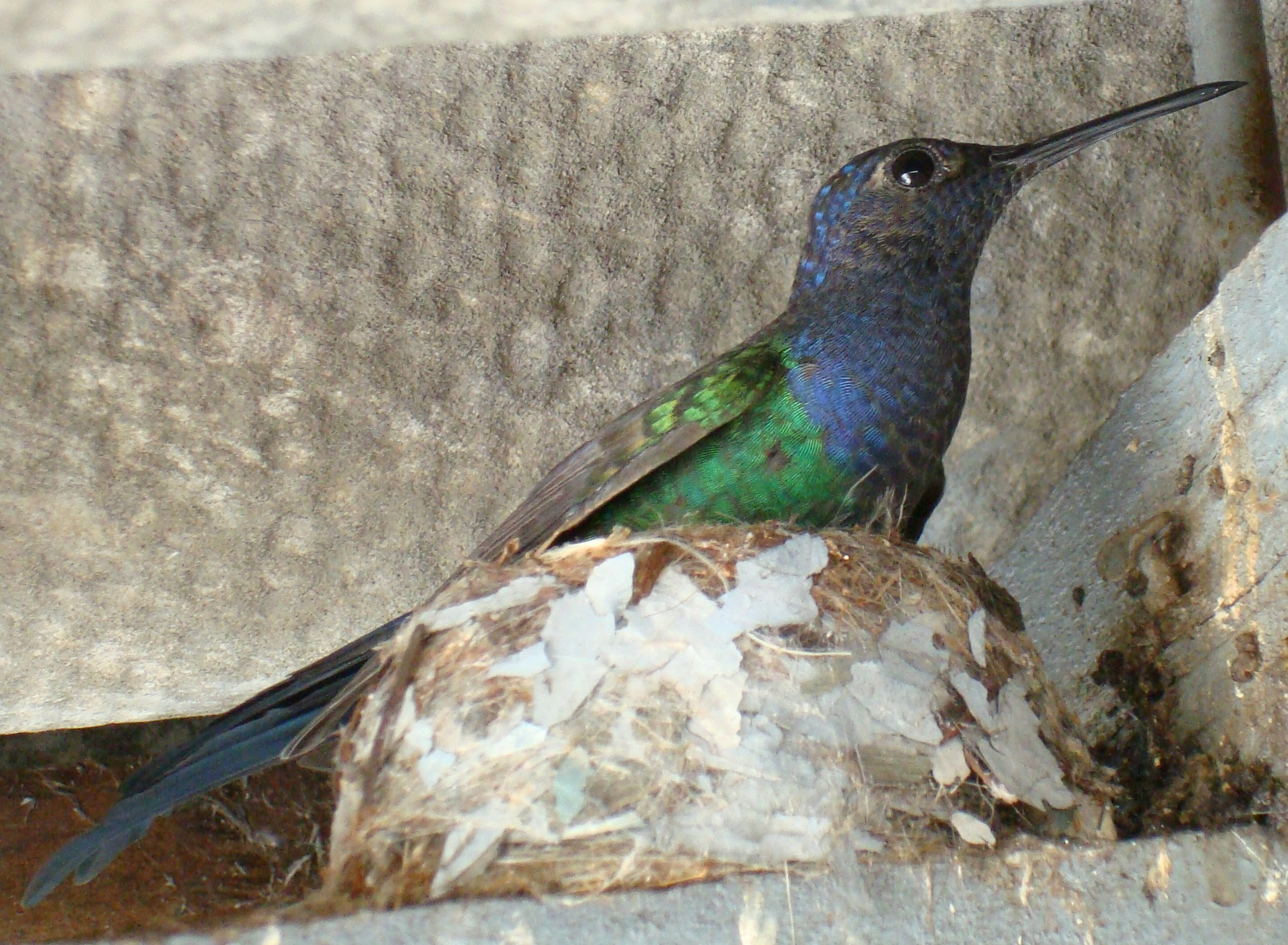
Eupetomena macroura, tesoura. Espécime brasileiro de beija-flor em seu ninho

Tal como a maioria das aves, o olfato não está muito desenvolvido nos beija-flores; a visão, no entanto, é muito apurada. Além de poderem identificar cores, os beija-flores são dos poucos vertebrados capazes de detectar cores no espectro ultravioleta.
A alimentação dos beija-flores é baseada em néctar (cerca de noventa por cento) e artrópodes, em particular moscas e formigas.

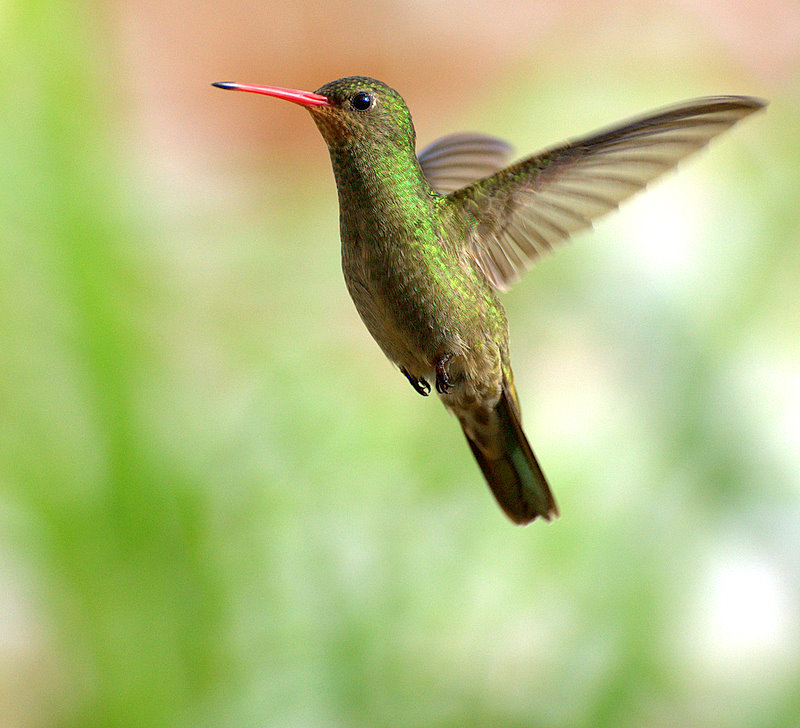
Hylocharis chrysura

Os beija-flores são poligâmicos.

### Polinização
Entre os animais que visitam flores em busca de alimento, os beija-flores são os mais conhecidos, pelos tons metálicos da sua plumagem e a capacidade de visitar flores pairando no ar. Os beija-flores precisam de grandes quantidades de néctar diariamente, para suprir a energia necessária ao seu esvoaçar contínuo. O néctar das flores visitadas por beija-flores é um alimento altamente energético, contendo cerca de vinte por cento de açúcares, sendo que a quantidade de néctar disponível varia com o tamanho e tipo de flor.
As flores visitadas por beija-flores, classificadas como ornitofílicas, são em geral tubulosas e apresentam cores vivas, com tonalidades que variam do vermelho ao alaranjado. Esse conjunto de cores e formas permite prever que o polinizador de uma determinada flor seja um beija-flor. As flores da sálvia e do cipó-de-são-joão representam bem os tipos visitados por beija-flores. Entretanto, algumas flores polinizadas por essas aves podem ser azuis ou brancas, como as de certos caraguatás. Nesse caso, as brácteas ou alguma outra parte da planta apresentam cor avermelhada, que atrai a atenção dos beija-flores.
Alguns beija-flores também buscam néctar em flores que são polinizadas por outros tipos de animais, como abelhas, borboletas ou morcegos. Quando isso ocorre, nem sempre há um ajuste entre o tamanho e o tipo de flor e o tamanho do bico do beija-flor. Quando a flor é grande demais, pode ocorrer a "pilhagem de néctar". Nesse tipo de visita, o beija-flor retira o néctar sem tocar nas partes reprodutivas da planta e, portanto, não realiza a polinização. Beija-flores pequenos, como o besourinho-de-bico-vermelho, são pilhadores habituais.
Ao visitar as flores em busca de néctar, os beija-flores podem adotar dois modos distintos de ação: ou estabelecem territórios ou percorrem rotas alimentares. Os dois modos resultam em diferenças na polinização. Quando estabelece território, o beija-flor transporta pólen entre as flores da mesma planta ou de plantas próximas entre si. Já a territorialidade resulta no entanto em menor número de plantas polinizadas. Na ronda alimentar, por outro lado, o beija-flor transporta pólen entre as flores de um maior número de indivíduos, distantes entre si, possibilitando assim maior variabilidade genética.

### Alimentação Artificial

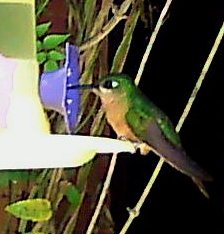
Clytolaema rubricauda, fêmea do rubi-brasileiro. Beija-flor comum nas áreas de altitude da Serra da Mantiqueira, no Brasil

Aproveitando a grande necessidade que os beija-flores têm de um alimento energético de rápida utilização, como o néctar, que contém carboidratos em concentração variável em torno de quinze a vinte e cinco por cento, é possível atraí-los para fontes artificiais de soluções açucaradas, os chamados "bebedouros" para beija-flores. Trata-se de recipientes com corolas artificiais onde é colocada uma solução açucarada cuja concentração recomendada é de vinte por cento. Uma crença, que tudo indica foi iniciada a partir de uma publicação de autoria do naturalista Augusto Ruschi, diz que o uso desses bebedouros, sem a devida manutenção, pode ocasionar doenças nessas aves, podendo até matá-las. Porém não há, na literatura ornitológica, nenhum trabalho científico comprovando esse fato. Essa crença tornou-se extremamente difundida na população. A doença à qual Ruschi se referiu seria a candidíase, infecção oportunista causada pelo fungo Candida albicans, que acometeria a boca dos beija-flores. Sendo assim, é aconselhável quando se utiliza de tal artifício para atração de beija-flores, por exemplo em jardins ou sacadas, proceder-se à limpeza diária dos bebedouros e à troca da solução açucarada; preparando-a de preferência com açúcar comum, evitando-se a utilização de mel, açúcar mascavo, e demais preparados caseiros, pois estes possuem uma maior tendência à fermentação. Além disso, é contraindicado o uso da água encanada de rede pública, pois esta usualmente é tratada com compostos de cloro ou flúor em dosagens insignificantes para os humanos mas que nos organismos de aves de pequeno e médio porte caracterizam-se como substâncias cumulativas que prejudicam a saúde destes.
Havendo a disponibilidade do alimento artificial, normalmente os beija-flores o procuram complementando, com louvor, seu provimento energético. Esse alimento fornecido auxilia os beija-flores, porém alguns cuidados são necessários.
Em áreas com desequilíbrio da vegetação natural ou mesmo em certos períodos do ano, quando há maior escassez de alimento, os beija-flores tendem a se especializar nos bebedouros. A hipótese é que essa fase de especialização pode provocar um desequilíbrio no organismo do animal, debilitando o seu sistema imunológico. Foi observado, principalmente nestes períodos de escassez, um aumento de doenças nestas aves, especialmente aquelas provocadas por fungos. Isso provavelmente pode ter origem na carência de alguns nutrientes que normalmente seriam encontrados em fontes naturais de alimento, como o néctar e artrópodes. Estudos demonstraram que com uma pequena adição de sal na dieta líquida houve um aumento na resistência às doenças, tornando-se rara a presença de aves enfermas. Desta forma, além da troca diária da calda açucarada, é recomendável o acréscimo de uma pequena pitada de sal comum no preparado, porém evitando-se quantidades excessivas, pois quantidades demasiadas de sal prejudicam o metabolismo dos animais.
Com relação à limpeza dos bebedouros, outrossim é importante mantê-los longe de insetos como formigas, vespas, baratas etc. Tais insetos, além de competir pelo alimento com os beija-flores, carregam parasitas, especialmente fungos que infectam os bebedouros. Um sinal visível da infestação por fungos é o pronto escurecimento do bocal e até pétalas das flores artificiais, logo após a visita dos insetos. Sendo assim, é recomendável utilizarem-se modelos de bebedouros que tenham algum dispositivo limitador de formigas etc., e, ao se notar o escurecimento das flores de plásticos, estas devem imediatamente ser esterilizadas com algum composto clorado (destinado a purificar alimentos como verduras, e "jamais usar produtos comuns de limpeza") e bem enxaguadas antes de serem reutilizadas.

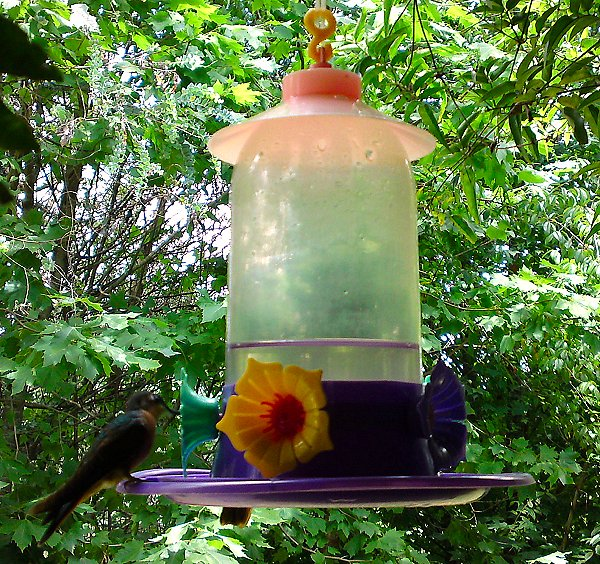
Bebedouro, com discos preenchidos de água no alto e na base, para limitar o acesso de insetos

Uma prática condenável é completar o nível dos bebedouros com mais calda. A presença eventual de alguma ave doente pode contaminar outros beija-flores, através do próprio bebedouro. Dessa maneira, particularmente quando o nível do líquido está próximo do fim, aumenta a concentração de possíveis elementos patogênicos. Ademais, ocorre que no preparado bactérias rapidamente fermentam o açúcar dissolvido, produzindo-se substâncias nocivas às aves. Em avançado processo de fermentação, é perceptível um característico odor de azedo e, em alguns casos, até um leve aroma alcoólico. Para reduzir todos esses riscos, o procedimento correto é diariamente trocar "completamente" a água adocicada e higienizar os bebedouros.

### Reprodução

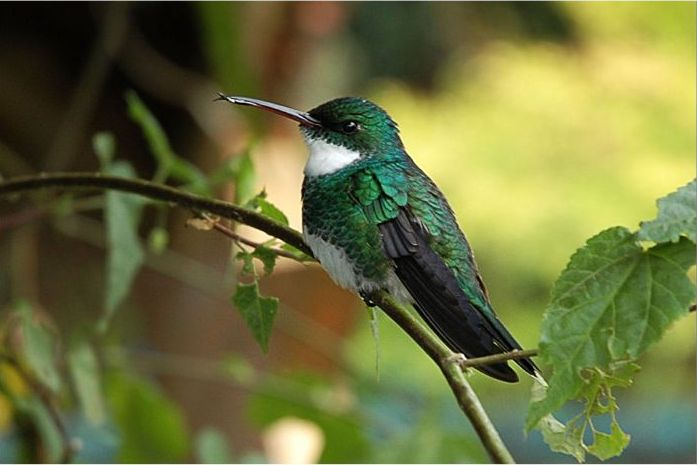
Leucochloris albicollis, papo-branco

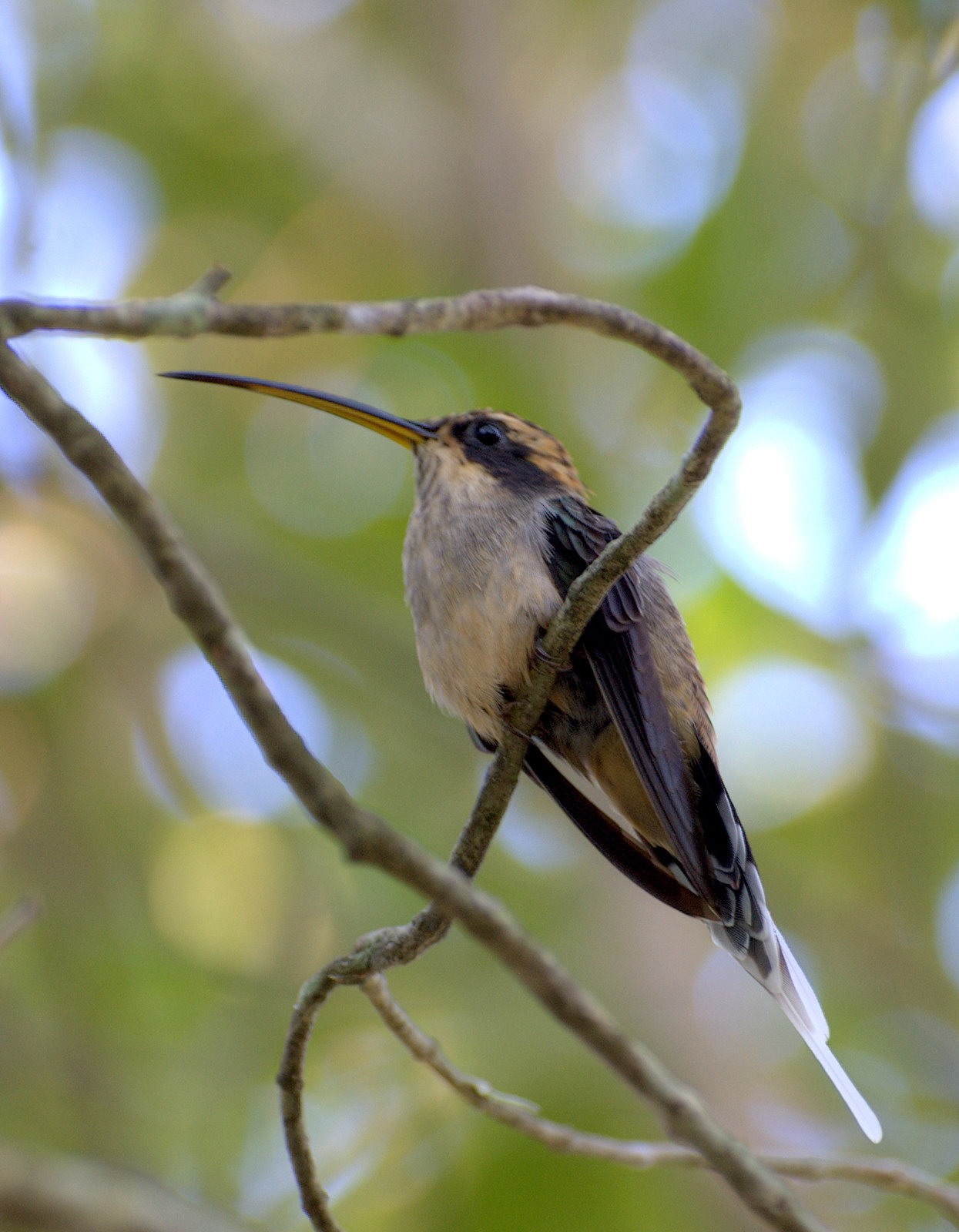
Phaethornis eurynome, rabo-branco-da-mata

Certas espécies, como a Leucochloris albicollis, apreciadora das regiões de altitude da Mata Atlântica, são bastante canoras. O macho desta espécie emite um característico e longo trinado para atrair a fêmea e se acasalar.
É a fêmea que constrói o ninho e cuida da incubação. Normalmente, dura de dezesseis a dezessete dias a eclosão dos dois ovos, que costumam ter a cor branca. Até os filhotes saírem do ninho, ainda vai um período de vinte a trinta dias nos quais permanecem sendo alimentados pela mãe.
O formato do ninho e material de construção varia de espécie para espécie, assim como a dimensão dos ovos. A maioria costuma ter o ninho em forma de tigela utilizando materiais como fibras vegetais, folhas, teias de aranha para dar coesão externa, musgo e líquens. Todos com aparência muito delicada.

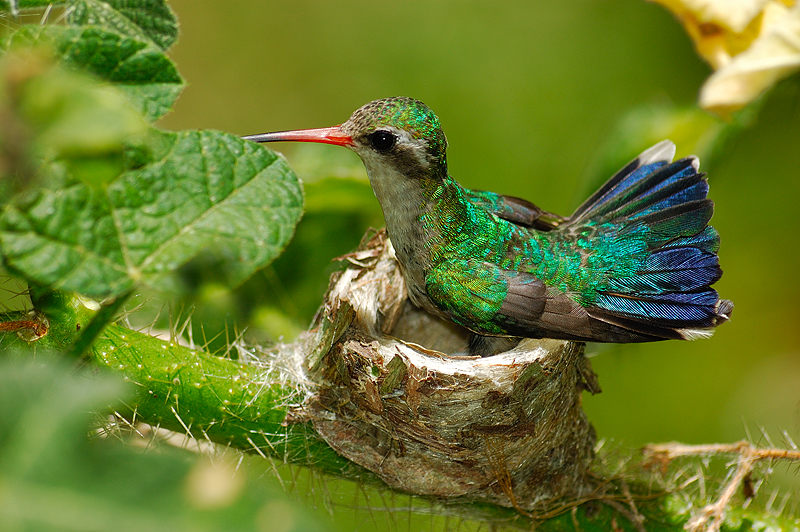
Chlorostilbon lucidus, verdinho-do-bico-vermelho aninhado

Contudo, algumas espécies como a Phaethornis eurynome (rabo-branco-da-mata), típica da Mata Atlântica, constroem o ninho em forma de uma bola ovalada trançada com musgo. Assemelha-se a uma rede pendente, porém presa por um único fio (este com cerca de quinze centímetros) no galho de uma planta a cerca de dois metros de altura em média. Seu ninho é revestido com líquens e, sob o calor da incubação, os ovos acabam tingidos por eles. A entrada é pela lateral, próxima à base. Com esta forma, o ninho fica fechado por cima e protegido da chuva. Mas devido ao seu diminuto tamanho, curiosamente a longa cauda da fêmea pende pelo lado externo.

## Conservação

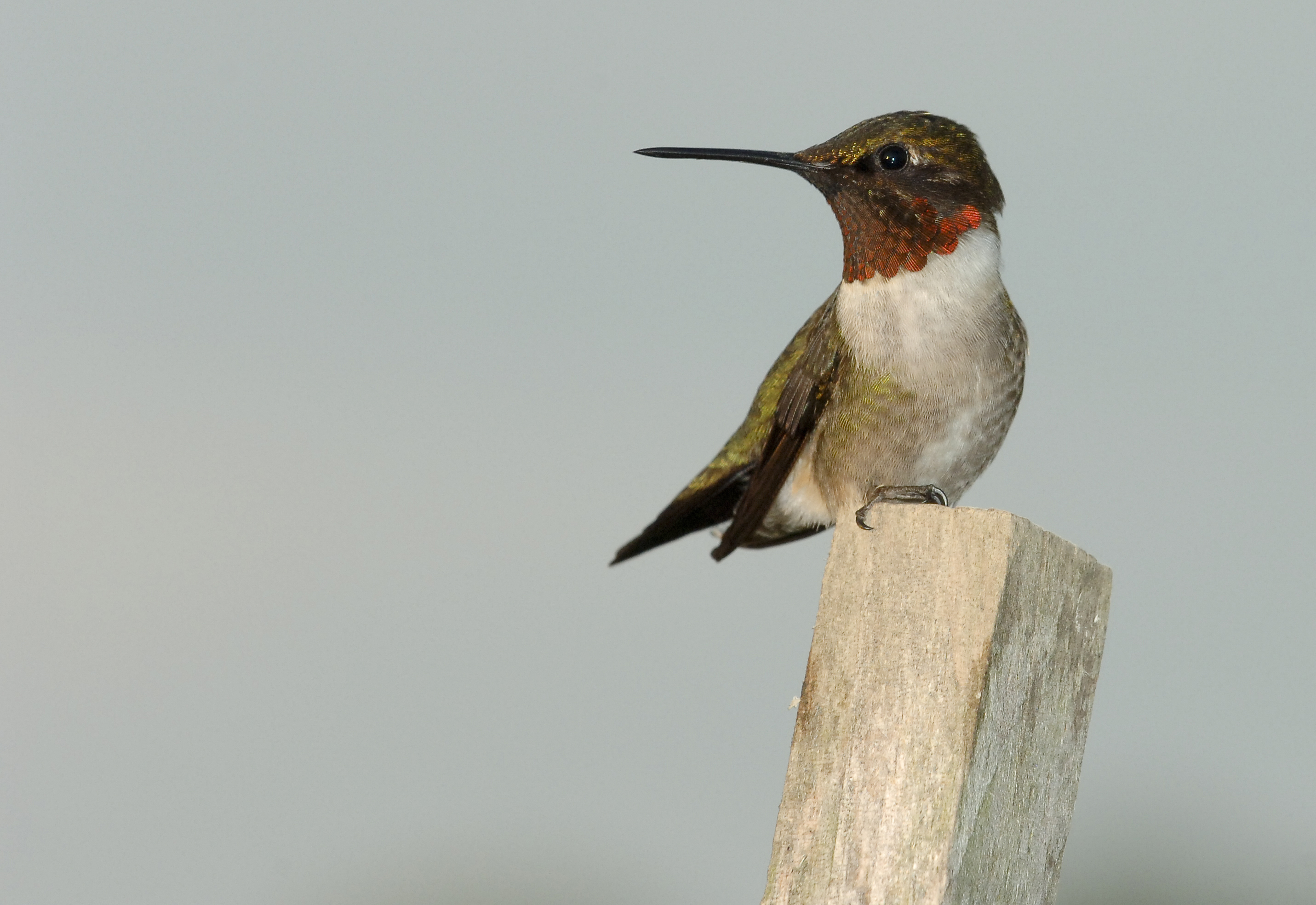
Beija-flor macho de garganta rubi (Archilochus colubris)

Duas espécies de beija-flor extinguiram-se no passado recente: esmeralda-de-brace (Chlorostilbon bracei) e esmeralda-de-gould (Chlorostilbon elegans). Das 322 espécies conhecidas, a União Internacional para a Conservação da Natureza e dos Recursos Naturais lista nove como "em perigo crítico de extinção", onze como "em perigo" e outras nove como "vulneráveis". As maiores ameaças à preservação do grupo são a destruição, degradação e fragmentação de seus habitat.

## Referências Culturais

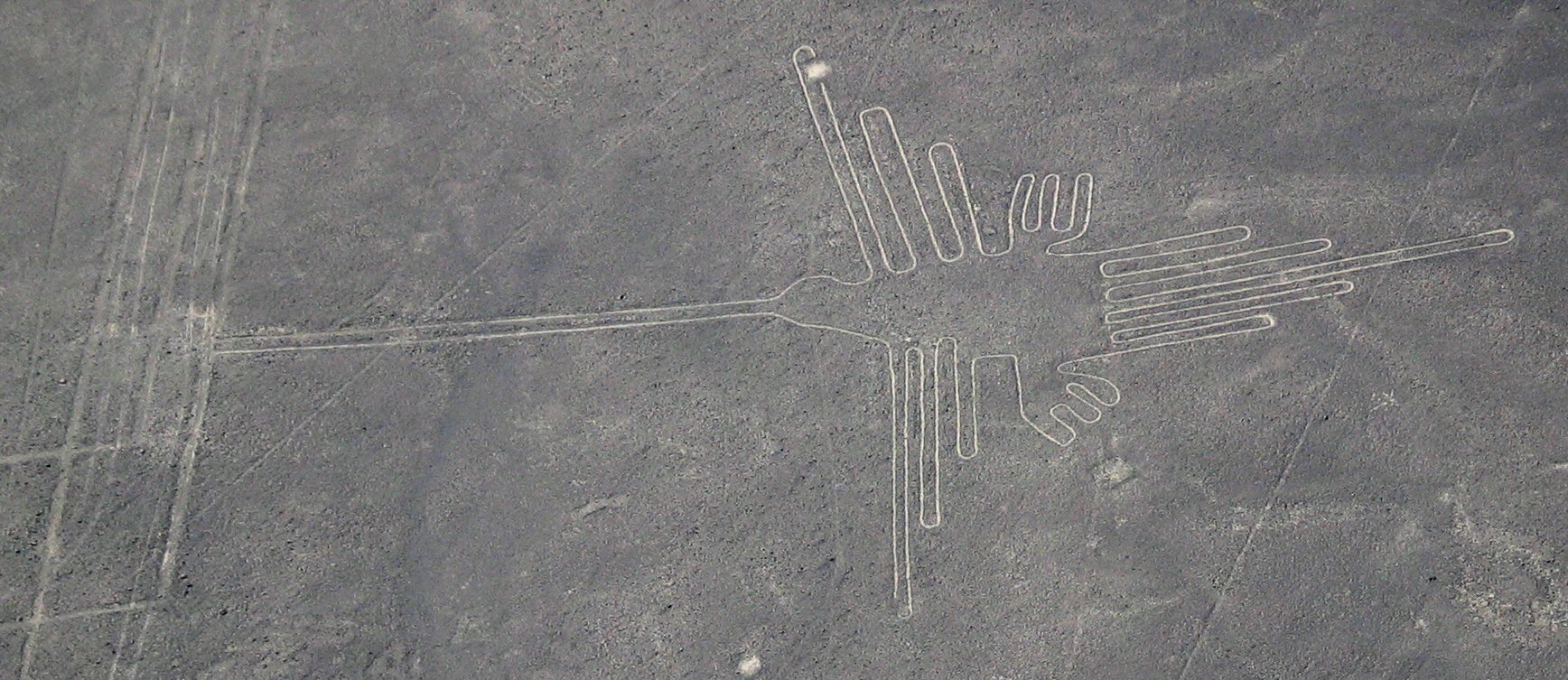
Foto aérea da imagem de beija-flor estilizado nas linhas de Nazca no Peru

## Sistemática

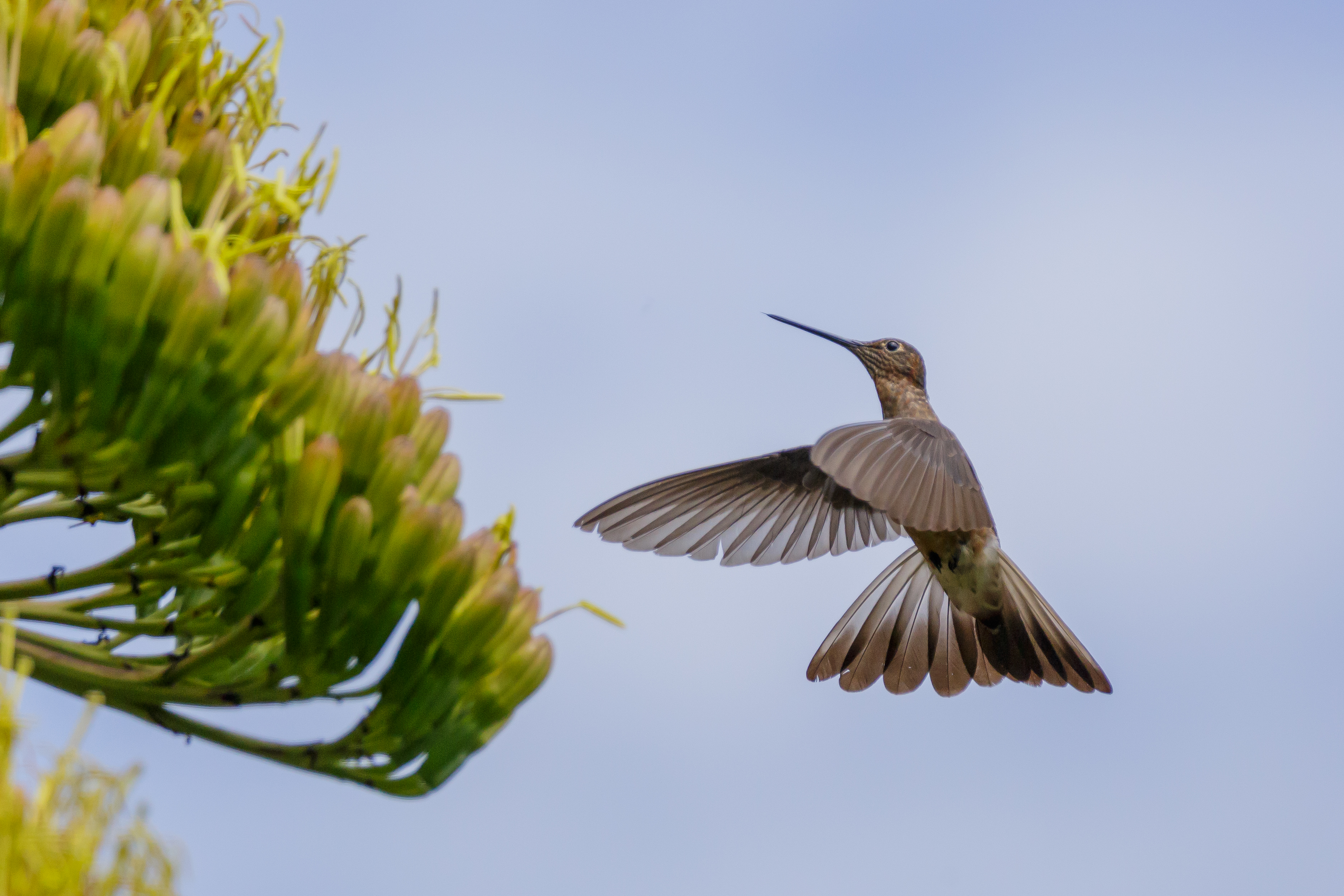
Patagona gigas, maior espécie de beija-flor conhecida, no Peru, onde se distribui

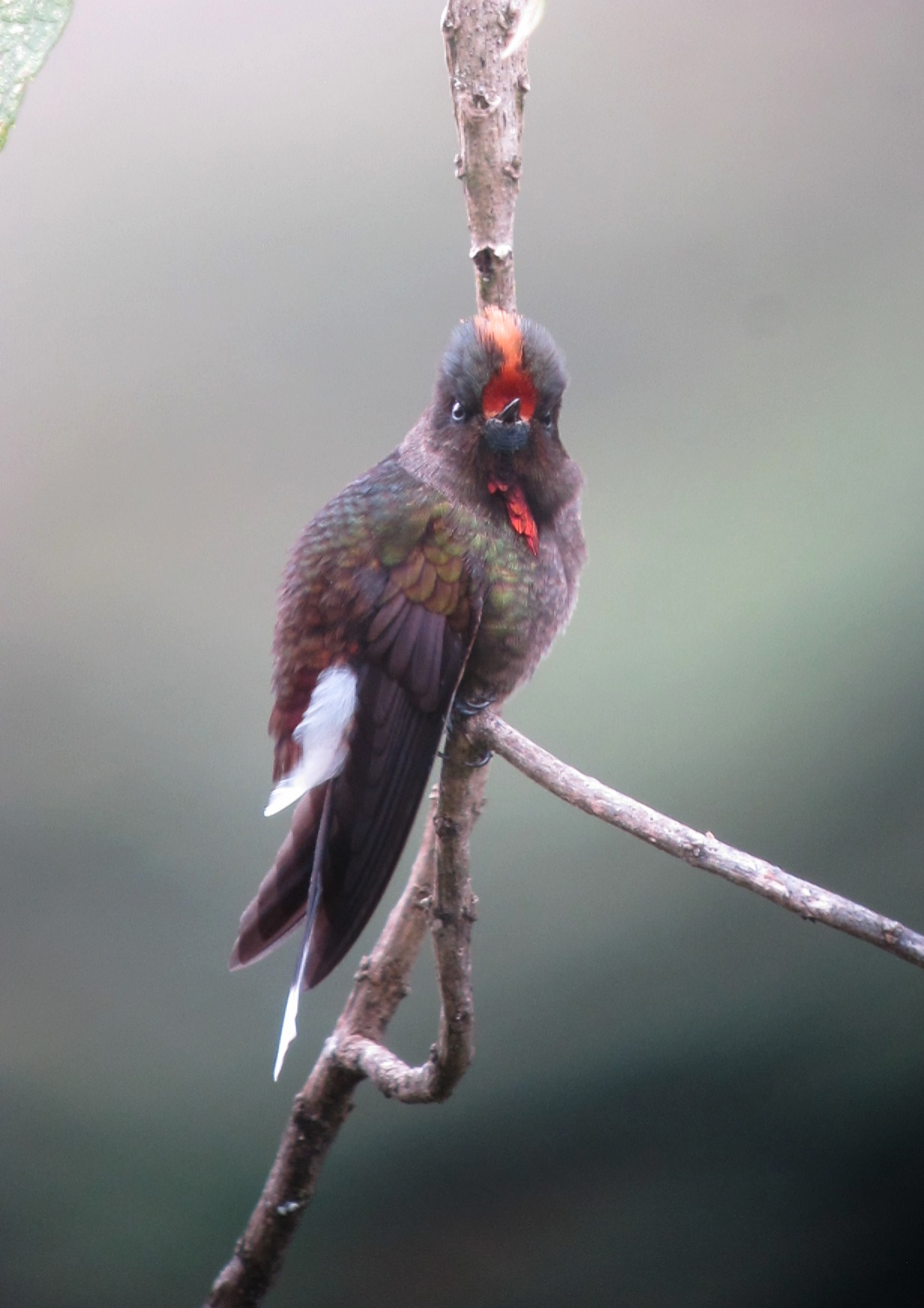
Chalcostigma herrani na Colômbia, conhecida por suas penas coloridas abaixo do bico

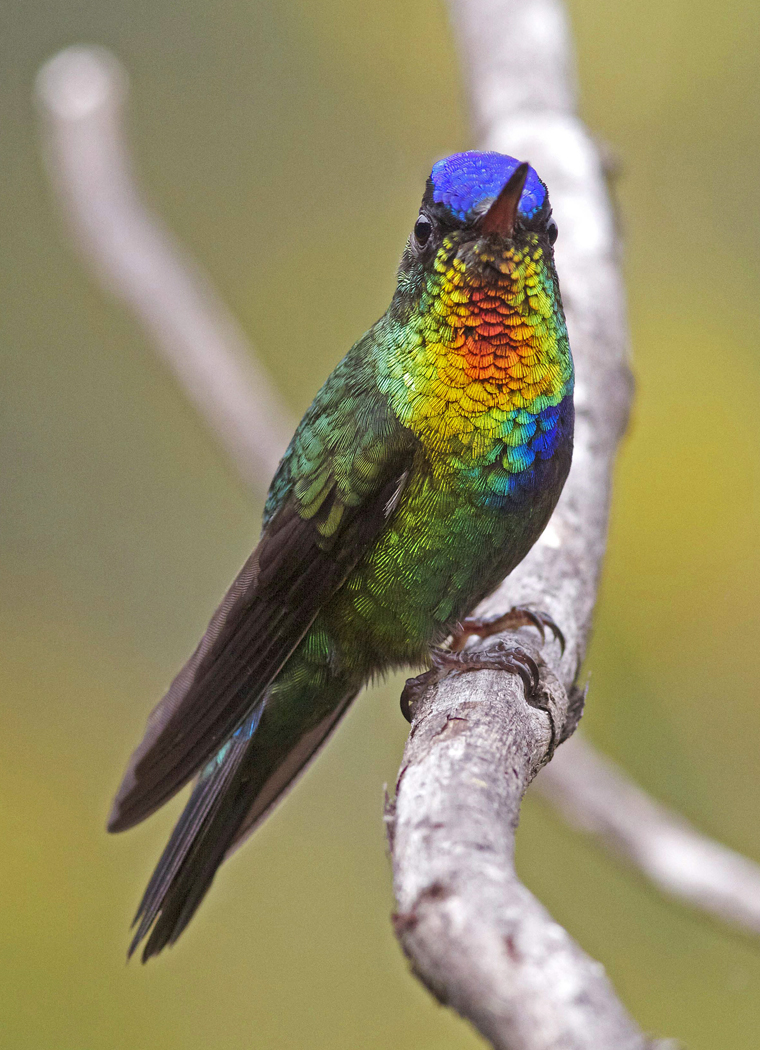
Panterpe insignis, considerada uma das espécies mais coloridas por causa de sua iridescência, na Costa Rica